# Granberga
Granberga är en by i Huddunge socken, Heby kommun.
Granberga omtalas första gången 1541. 1541 "Brennberga", 1544 "Brendebergh", antagligen felskrivningar, 1544 skrivs det "Granberga", även "Grenberga" och "Gränberga" är vanliga äldre stavningar. Namnet kommer från trädet gran, stavningen grän är vanlig just i Uppland. Berg syftar på den höjd närmast öster om Domarbo som är den ursprungliga byplatsen. Jordeboken 1541 upptar Granberga som två mantal skatte, varav ett med skatteutjord i Länna från 1547 redovisas det hemmanet under Länna.
Bland bebyggelser märks torpet Nyby, omtalat första gången 1641, till Nyby räknas nu flera fastigheter i Granberga och Djurkarsbo till Nyby, Norr Nyby, Öster Nyby och Stenstorp har använts som namn. Före laga skifte hade Domarbo och Granberg genomensam skog, och Hallsjö var före laga skifte 1857 inte uppdelat på Hallsjö, Djurkarsbo och Hertigbo, och husförhörslängderna är inte helt tydliga med vilka byar torpen räknas till. I början av 1800-talet fanns även torpet Solhalle här. Andra lägenheter var Marstalla, omtalat första gången 1856, Erikslund, uppfört 1888, Horsberget, en lägenhet utflyttad vid laga skifte 1856, samt Kasöga, en lägenhet riven 1920.